# Бэнкс, Натаниэль
Натаниэль Прентис Бэнкс (Nathaniel Prentice Banks) (30 января 1816 — 1 сентября 1894) — американский военный деятель, политик, ветеран Гражданской войны в США, бывший 24-м губернатором штата Массачусетс, спикером Палаты представителей и генералом армии Союза во время Гражданской войны.

## Политическая карьера
C 1849 по 1853 Бэнкс служил представителем от партии демократов в массачусетской палате представителей и был спикером в 1851 и в 1852 году. В 1853 он был президентом конституционного совета штата, и в том же году был избран в палату представителей США как общий кандидат от демократов и от партии Свободной Земли. В 1854 году был переизбран как представитель от партии «Know Nothing». В феврале 1856 года был избран спикером палаты представителей после выборов, длившихся рекордные 133 тура.

## Гражданская война
Когда началась гражданская война, президент Линкольн одним из первых сделал Бэнкса генерал-майором волонтеров, присвоив ему это звание 16 мая 1861 года. В то время существовало убеждение, что ополчение Массачусетса лучше всех организовано и снаряжено, и это повлияло на его назначение. Это вызвало недовольство многих генералов — выпускников военной академии, но Бэнкс быстро показал себя с хорошей стороны, сумев быстро вербовать рекрутов и добывать средства на войну. Первоначально Бэнкса направили в Аннаполис, в рабовладельческом штате Мериленд, где ему надо было подавить сторонников Конфедерации и удержать его в составе Союза, а затем его направили на Потомак, где как раз в это время генерал Роберт Паттерсон провалил наступление в долине Шенандоа.

### Кампания в долине Шенандоа
Весной 1862 года федеральный главнокомандующий планировал вторжение на Вирджинский полуостров. Для этого в марте было сформировано пять армейских корпусов, и пятый корпус, состоящий из дивизий Уильямса и Шилдса, был поручен Бэнксу и отправлен в долину Шенандоа, чтобы связать там армию генерала Джексона и не дать ей прийти на помощь Ричмонду. 12 марта Бэнкс занял Винчестер, однако вскоре было принято решение отправить его дивизии на Вирджинский полуостров. Джексон атаковал отступающую армию Бэнкса. Первое сражение (при Кернстауне) было неудачным для Джексона, но его маневры обеспокоили федеральное командование и Бэнксу приказали остаться в долине. 8 мая Джексон разбил двух подчиненных Бэнкса в сражении при Бакдауэлле, и это вынудило Бэнкса начать отступление. Джексон нагнал и разгромил его отряд в первом сражении у Винчестера. Стремительные манёвры Джесона сорвали планы федерального командования и сделали его самым знаменитым генералом Юга.
9 августа Бэнкс снова встретил Джексона у Кедровой реки в округе Калпепер. Бэнкс атаковал противника но, несмотря на первоначальный успех, был вынужден отступить.

### В Армии Залива
После разгрома во втором сражении при Бул-Ране федеральная армия отступила в укрепления Вашингтона. 7 сентября Бэнкс был назначен командующим вашингтонского дистрикта и до 27 октября руководил обороной Вашингтона. В ноябре его попросили организовать набор 30 тысяч новобранцев в Нью-Йорке и Новой Англии. У Бэнкса были хорошие связи с губернаторами этих штатов, поэтому набор прошел удачно. В декабре он отплыл из Нью-Йорка в Мексиканский Залив, чтобы сменить в Новом Орлеане генерала Бенжамена Батлера, командующего департаментом Залива (Department of the Gulf)